# Polygrammodes fuscilalis
Polygrammodes fuscilalis là một loài bướm đêm trong họ Crambidae.